# Enciklopedija islama
 (engl. Encyclopaedia of Islam), skraćeno EI, jeste enciklopedija akademske discipline islamskih studija. Izdaje je Bril. Smatra se standardnim referentnim radom islamskih studija. Prvo izdanje je bilo 1913—1938, drugo 1954—2005, a treće od 2007. godine.
Prema Brilu, EI uključuje „članke o istaknutim muslimanima svih dobi i zemalja, o plemenima i dinastijama, o zanatima i naukama, o političkim i religijskim institucijama, o geografiji, etnografiji, flori i fauni raznih zemalja i o istoriji, topografiji i spomenicima velikih gradova i mesta. U svom geografskom i istorijskom planu obuhvata staro Araboislamsko carstvo, islamske zemlje Iran, Centralne Azije, Indijskog potkontinenta i Indoneziju, Osmansko carstvo i sve druge islamske zemlje.”.